# Нетфен
Нетфен (нем. Netphen) — город в Германии, в земле Северный Рейн-Вестфалия.
Подчинён административному округу Арнсберг. Входит в состав района Зиген-Виттгенштайн. Население составляет 24 101 человек (на 31 декабря 2010 года). Занимает площадь 137,39 км². Официальный код — 05 9 70 032.
| Год  | Население |
| ---- | --------- |
| 1995 | 24 588    |
| 2000 | 25 048    |
| 2005 | 24 855    |
| 2010 | 24 234    |